# راه کمال
راه کمال نام کتابی است از بهرام الهی دربارهٔ چکیده‌ای از رئوس فلسفه سیر کمال پدرش نورعلی الهی.
این کتاب جدیدترین ویراست از کتاب La Voie de la Perfection است که پس از بازنگری کامل و اصلاحات گسترده مؤلف-  بهرام الهی- تجدید چاپ می‌شود.
بسیاری از فصول این کتاب بر اساس جدیدترین تحقیقات علمی و سیستماتیک نویسنده در سال‌های اخیر تدوین شده که ضمناً موضوع سخنرانی‌های متعدد او در دانشگاه سوربن و دیگر مراکز علمی اروپا و آمریکا نیز قرار گرفته‌است.
در این کتاب  بهرام الهی حاصل کار و تحقیقات خود را که مبتنی بر اصول تعلیمات پدرش، استاد الهی است و خود امانت‌دار آن می‌باشد، ارائه می‌دهد.
کوشش مؤلف مصروف بر این است که محورهای اصلی فلسفه استاد را به زبانی ساده تشریح کند. این مجموعه فشرده‌ای است از آنچه که آن را «معنویت فطری» نامیده‌است.
کتاب راه کمال تاکنون به هفت زبان دیگر ترجمه شده است.

## موضوع کتاب
«زندگی معنادار است و هستی بی هدف نیست. ما نه زاییده اتفاقیم و نه به عدم بازمی‌گردیم. وجود انسان، تنها به این جسم بیولوژیکی محدود نمی‌شود و ویژگی ضمیر آگاهش آن گونه است که نمی‌توان او را صرفاً حاصل فعل و انفعالات شیمیایی سلول‌های عصبی دانست. هرچند که ارگانیزم بیولوژیکی انسان یا جسم، خود از شگفتی‌های خلقت است، اما وجود حقیقی انسان چیزی ورای آن است …»
روی سخن استاد الهی به انسان است تا مفهوم و هدف اصلی از زندگی‌اش را دریابد. در این کتاب طی فصولی چند، سوالاتی که همیشه ذهن را به خود مشغول داشته، پاسخ داده می‌شود، سوالاتی از جمله:
- هدف از زندگی چیست، من کیستم؟
- چه چیز موجد هویت واقعی فرد است؟
- جایگاه انسان میان سایر موجودات؟
- بعد از این دنیا به کجا می‌رویم؟ آیا مراتبی بالاتر از بهشت وجود دارد؟
- انسان چگونه با سرنوشت خود مواجه شود؟ نیت، اعمال و افکار چه نقشی در سرنوشت او دارد؟

## ادیت جدید
چاپ ششم کتاب راه کمال با تجدید نظر کامل نویسنده در ژانویه ۲۰۱۸ توسط انتشارات آلبن میشل در فرانسه منتشر شد. این کتاب اولین بار در سال ۱۹۷۸ منتشر شد و سپس در سال ۲۰۰۲ تجدید چاپ شد. در چاپ ششم کتاب، فصول جدیدی به کتاب اضافه شده است.

## تاریخچه  کتاب
- کتاب «راه کمال» در سال ۲۰۰۳ توسط انتشار Jeihoon جیحون به چاپ رسیده‌است. http://www.jeihoon.net/راه-كمال-(جيبي)_4198
- این کتاب ترجمه فارسی کتاب La Voie de la Perfection منتشر شده توسط انتشارات Albin Michel در سال ۲۰۰۲ است.
- این کتاب با نام The Path of Perfection به زبان انگلیسی توسط انتشارات Paraview در سال ۲۰۰۵ منتشر شده‌است.
- این کتاب با نام LA VIA DELLA PERFEZIONE  توسط انتشارات اوبالیدینی در سال ۲۰۰۴ به زبان ایتالیایی منتشر شده است.
- این کتاب با نام OLGUNLUK YOLU توسط در سال ۲۰۱۲ به زبان ترکی منتشر شده است.
- این کتاب در سال ۲۰۰۸ به زبان روسی منتشر شده است.
- این کتاب به زبان یونانی منتشر شده است.
- این کتاب با نام WEG UND VOLLENDUNG به زبان آلمانی توسط انتشارات بروشه منتشر شده است.[۱]